# Tivadar Alconiere
Tivadar Alconiere, avstrijsko-madžarski slikar in menih, * 1797, Mattersburg, † 1865, Dunaj.
Alconiere je sprva študiral na Dunaju, kjer je postal rimokatolik. Zaradi pridobljene vere je odpotoval v Rim, kjer je deloval 13 let. Za nekaj časa se je vrnil na Madžarsko, nakar se je vrnil v Avstrijo, kjer je postal redovnik.